# Барретт, Сид
Ро́джер Кит Ба́рретт по прозвищу Сид (англ. Roger Keith «Syd» Barrett; 6 января 1946 — 7 июля 2006) — британский музыкант, поэт, композитор, художник, основатель рок-группы Pink Floyd, один из родоначальников психоделического направления в рок-музыке и одна из самых загадочных её фигур. Барретт является автором названия «Pink Floyd», а также большинства раннего материала группы, включая первые синглы и первый альбом — The Piper at the Gates of Dawn, он был основным творцом, идеологом и вдохновителем музыкального и стилистического направления ансамбля. Ошеломляющий успех, бешеный гастрольный ритм и употребление наркотиков (ЛСД, Mandrax) привели к нервным срывам, неспособности к дальнейшей концертной деятельности и, как следствие, уходу из группы. В результате во второй альбом группы A Saucerful of Secrets попала лишь одна его песня, а его место занял Дэвид Гилмор.
Барретт занимался музыкальным творчеством в течение десяти лет: помимо работы с Pink Floyd, в 1969 году он начал сольную карьеру с издания сингла «Octopus», далее последовал дебютный диск The Madcap Laughs (1970), который был записан в течение одного года с четырьмя разными продюсерами (Питером Дженнером, Малкольмом Джонсом, Дэвидом Гилмором и Роджером Уотерсом). Спустя два месяца после издания пластинки Барретт начал работать над своим вторым и последним альбомом, Barrett (при участии бывших коллег — Дэвида Гилмора и Ричарда Райта), который был издан в конце 1970 года. В 1988 году был издан альбом Opel, содержащий невыпущенные песни и демозаписи, он вышел на лейбле EMI с одобрения самого музыканта.
Инновационная гитарная техника Барретта, исследования экспериментальных методов, использование диссонанса, искажения сигнала и фидбэка в своём творчестве оказали огромное влияние на широкий круг исполнителей от Дэвида Боуи до Брайана Ино и Джимми Пейджа, также он оставил след среди художников. В своей пост-музыкальной жизни Барретт продолжал заниматься живописью и садоводством, он вёл затворнический образ жизни и больше никогда не возвращался в шоу-бизнес. Начиная с 1980 года был написан ряд его биографий, а Pink Floyd посвятили ему несколько своих работ, в первую очередь композицию «Shine On You Crazy Diamond».

## Биография

### Детство и юность
«Создатель песен для группы и своеобразный катализатор их творческих возможностей, а также единственный человек среди них, обладающий ничем не омраченной, чистой харизмой поп-звезды, он был голосом группы, олицетворял её. Именно Сид придумал это фантастическое, полное мистики, название».
Роджер Барретт родился в Кембридже, в семье представителей среднего класса, которая проживала на Глиссон-роуд. В 1951 году семейство переехало на Хиллс-Роад. Он был третьим из пятерых детей. Его отец, Артур Макс Барретт, был выдающимся патологоанатомом, доподлинно известно, что он являлся родственником Элизабет Гаррет Андерсон. Макс был членом кембриджской филармонии, любил классическую музыку и играл на фортепиано, и он и его жена, Уинифред, поощряли интерес Роджера к музыке. Изредка практикуясь на фортепиано, юный Барретт больше предпочитал письмо и рисование, он получил гавайскую гитару примерно в 10 лет, в 11 ему подарили банджо, в 14 — акустическую гитару Hofner. Спустя год он приобрёл электрогитару и сконструировал свой собственный усилитель. Как и его старшие братья, Барретт посещал школу Morley Memorial Junior School, где преподавала мать Роджера Уотерса, Мэри. С 1957 года он начал учиться в Кембриджширской школе для мальчиков с самим Роджером.
Существует распространённая легенда о том, как Барретт получил прозвище «Сид» в 14 лет: эта версия ссылается на престарелого джазового контрабасиста Сида «Бита» Барретта (англ. Sid «the beat» Barrett), который был также из Кембриджа, Роджер изменил правописание прозвища на «Syd», чтобы дифференцировать себя от известного тёзки. Согласно второй версии, когда Барретту было 13 лет, его одноклассники прозвали его «Сидом» после того, как он появился на скаутских сборах в плоской кепке вместо своего скаутского берета: прозвище «Сид» было намёком на выходца из «рабочего класса», так как было именем этой социальной группы. Барретт использовал оба имени — Роджер и Сид — поочерёдно в течение нескольких лет, однако его сестра Розмари заявляла: «Мы никогда не звали его Сидом дома. Он никогда не одобрял этого».
Его отец скончался от рака 11 декабря 1961 года, менее чем за месяц до 16-летия Барретта. В этот день Сид оставил страницу в своём дневнике пустой, с тех пор он не написал в нём ни слова. К тому времени его братья и сестры съехали из дома, и мать Сида решила сдавать комнаты квартирантам. Желая помочь сыну оправиться от своего горя, мать Барретта поощряла группу, в которой он играл — Geoff Mott and The Mottoes. Коллектив был сформирован Сидом, и они часто выступали в гостиной его дома. Уотерс, с которым Барретт были друзьями детства, часто посещал такие концерты. Он даже организовал один, на котором выступал Сид — бенефис CND в доме собраний Религиозного общества друзей 11 марта 1962 года. Однако вскоре после этого концерта Geoff Mott and The Mottoes распались, так как Джефф Мотт (второй основатель) присоединился к группе The Boston Crabs. В сентябре 1962 года Барретт поступил в Кембриджский технический колледж на художественный факультет. Именно здесь он познакомился с Дэвидом Гилмором, Барретту он был известен как «Фред» (Fred). В период зимы 1962—1963 года Сид увлёкся музыкой The Beatles, которая оказала сильное влияние на юного музыканта. «Ураган, парень, вот что это» — сказал он своему школьному товарищу (и впоследствии дизайнеру альбомов Pink Floyd) Сторму Торгерсону. Некоторое время Барретт исполнял песни The Beatles на вечеринках и пикниках.
В 1963 году Барретт стал поклонником The Rolling Stones, вместе со своей девушкой (Либби Госден) он посетил один из их концертов, состоявшийся в сельском клубе в Кембриджшире. После шоу Барретт побеседовал с Миком Джаггером в баре. Именно в этот период он начал писать собственные песни; один друг вспоминал, как Сид читал ему текст «Effervescing Elephant» (позже эта песня появилась в его сольном альбоме Barrett (1970)). Также в это время Барретт и Гилмор иногда давали совместные акустические концерты. В течение лета Барретт играл на басу в группе Those Without и на гитаре в The Hollerin' Blues следующим летом. В 1964 году Барретт и Госден посетили выступление Боба Дилана. Это шоу вдохновило Барретта написать песню «Bob Dylan Blues». Тем не менее Барретт стал задумываться о своём будущем и решил поступить в Камберуэллский колледж искусств, расположенный в южной части Лондона. Приёмная комиссия должна была состояться в тот же день, когда The Beatles давали концерт в Кембридже. Несмотря на желание попасть на концерт, Сид пошёл на собеседование и был принят. В колледже он начал изучать живопись.

### Pink Floyd (1965—1968)
В период с 1964 по 1965 год группа, позднее известная как Pink Floyd, сменила несколько названий: так, они были The Abdabs, The Screaming Abdabs, Leonard’s Lodgers, Spectrum Five, Sigma 6 и The Meggadeaths. Барретт присоединился к ним в 1965 году, когда они именовались The Tea Set (с англ. — «Чайный сервиз») (иногда записывались как Т-Set). Когда однажды им пришлось выступать с группой с совпадающим названием, именно Барретт придумал другое — The Pink Floyd Sound (также известное как The Pink Floyd Blues Band, позже сокращённое до Pink Floyd). Название получилось путём соединения имён Пинка Андерсона и Флойда Каунсила, которые Барретт прочёл на конверте пластинки Блайнд Боя Фуллера 1962 года (Philips BBL-7512): «Кёрли Вивер и Фред Макмаллен, (…) Пинк Андерсон или Флойд Каунсил — они были одними из многочисленных блюзменов, которых можно было услышать в холмистой местности Пидмонта, блуждая вдоль рек через лесистые долины». Кроме того, Барретт использовал имена «Пинк» и «Флойд» в качестве кличек для своих кошек. Шутки ради Барретт рассказывал историю, что это название было подсказано инопланетянами, которые прилетели на летающей тарелке, когда он сидел на холме Святого Михаила.
В 1965 году друг Ричарда Райта предоставил группе возможность бесплатной записи, и они впервые отправились в студию, где записали кавер-версию песни «I’m a King Bee» Слима Харпо и три песни Барретта: «Double O Bo», «Butterfly» и «Lucy Leave». «Double O Bo» и «Lucy Leave» сохранились в виде ацетатных грампластинок. В это время Барретт переехал на Ирлхэм-стрит в Ковент-Гарден. На новом месте он познакомился с Питером Уинном Уилсоном (англ. Peter Wynne Wilson) и Сьюзи Гоулер-Райт (англ. Susie Gawler-Wrigh) по прозвищу «Психоделическая дебютантка», позднее она занималась визуальным освещением концертов Pink Floyd. Летом 1965 года у Барретта начался роман с Линдси Корнер. Именно этим летом, в саду своего друга Дэйва Гейла, Барретт впервые попробовал ЛСД в компании Йена Мура и Сторма Торгерсона. Под действием кислоты Барретт положил апельсин, сливы и коробок спичек в угол, он пристально смотрел на фрукты, которые, как он утверждал, символизировали «Венеру и Юпитера». Позже Торгерсон использовал этот образ, добавив ранее перечисленное на обложку двойного альбома Syd Barrett — сборника сольных работ Барретта.
В августе 1965 года Барретт отправился в Сен-Тропе вместе со своими друзьями из Кембриджа, они путешествовали на автомобиле Land Rover. В конце пути Сид встретился с Гилмором; слоняясь по городу, они были арестованы за исполнение на улице песен «ливерпульской четвёрки». Затем они добрались до Парижа, где неделю жили в кемпинге за пределами города и посетили одну из достопримечательностей французской столицы — Лувр. После возвращения в Лондон они «подсели» на кислоту. Однажды, экспериментируя с наркотиком, Барретт и его друг, Поль Шарье (англ. Paul Charrier), после продолжительного трипа очнулись в ванне, приговаривая: «Никаких правил, никаких правил». Тем же летом группа заинтересовалась сикхской сектой «Сант мат», что было следствием продолжавшегося употребления наркотиков. Сторм Торгерсон (в то время проживающий на Ирлхэм-стрит) и Барретт остановились в лондонской гостинице, чтобы встретиться с гуру секты; Торгерсону удалось присоединиться к сантам, а Барретту было отказано, его сочли слишком молодым. Торгерсон считал это событие очень важным моментом в жизни Барретта, он оставил глубокий отпечаток в его душе, так как Сид был сильно расстроен отказом. Проживая в непосредственной близости от своих друзей, Барретт решил написать больше песен (композиция «Bike» была написана примерно в этот период).

#### Лондонский андеграунд

Рекламный постер концерта Pink Floyd в клубе UFO, 28 июля 1967 года

В начале своего творческого пути Pink Floyd исполняли кавер-версии американских ритм-н-блюзовых композиций (в том же ключе, как и их современники — The Rolling Stones, The Yardbirds и The Kinks), однако к 1966 они выработали свой собственный стиль — импровизационный рок-н-ролл, который вобрал в себя элементы из импровизационного джаза и британского поп-рока, который пропагандировали The Beatles. К тому моменту, когда Боб Клоуз (второй гитарист) ушёл из группы, остальным участникам стало ясно, что их музыкальное направление меняется. Однако изменение не было мгновенным, сначала появилось больше импровизаций на гитарах и клавишных. Ник Мейсон так отзывался о переменах: «Я всегда ощущал, что большинство идей в то время исходило от Сида». Барретт много музицировал в своём жилище на Ирлхэм-стрит, он неоднократно играл произведения из дебютных альбомов групп Love и The Fugs, пластинки Freak Out! группы The Mothers of Invention Фрэнка Заппы и битловского Revolver. Все эти альбомы были связаны между собой прото-психоделическим стилем, именно он стал ориентиром творчества Барретта так же, как ранее ритм-н-блюз. Например, мелодия песни «Interstellar Overdrive» (включённая в сет-лист группы с осени) была вдохновлена риффом из «My Little Red Book», а структура композиции «Pow R. Toc H.» была навеяна саундом из Freak Out! Заппы и «Eight Miles High» группы The Byrds. Кроме того, песня «Sunny Afternoon» группы The Kinks оказала весомое влияние на лирический стиль Барретта.
В то время литературные интересы Барретта включали в себя, среди прочего, «Сказки братьев Гримм», книги Толкина — «Хоббит» и «Властелин колец», «Учение Дона Хуана» Карлоса Кастанеды и «Книга Перемен», что отразилось на фэнтезийной тематике некоторых его текстов. В течение этого периода Барретт написал большинство песен для первого альбома Pink Floyd и также песни, которые позже появятся на его сольных пластинках. В 1966 году в Лондоне открылся новый рок-клуб UFO (название произносили как «you-foe»; «ты-враг»), он быстро стал колыбелью британской психоделической музыки. Этот клуб стал домашней площадкой для Pink Floyd — группа была его самой главной достопримечательностью. Даже после появлений конкурирующего заведения — клуба The Roundhouse — Pink Floyd оставались самой популярной музыкальной группой так называемого «Лондонского андеграунда» — психоделической музыкальной сцены.

#### Blackhill Enterprises
К концу 1966 года Pink Floyd получили надёжную команду менеджеров — Эндрю Кинга и Питера Дженнера. В октябре Кинг, Дженнер и Pink Floyd основали компанию Blackhill Enterprises, чтобы управлять финансами группы. Также в неё позвали постояльцев Дженнера (в качестве первых клиентов), проживающих в его доме на Эдбрук-роуд, среди них был сосед по квартире Барретта, Питер Винн Уилсон (который стал роуд-менеджером группы, однако, так как у него было больше опыта в освещении, он также был и ассистентом осветителя). Кинг и Дженнер хотели подготовить некоторые демонстрационные записи, чтобы попытаться заключить контракт со звукозаписывающей компанией. 31 октября они зарезервировали студию Thompson Private Recording Studio в Хемел-Хемпстеде, среди записанных демо были «I Get Stoned» (или «Stoned Alone»), «Let’s Roll Another One», «Lucy Leave» и 15-минутная версия «Interstellar Overdrive». Кинг вспоминал о той сессии: «Тогда я впервые понял, что они собираются написать весь свой собственный материал для дебютного альбома, Сид просто превратился в автора песен, буквально за ночь».
Кинг и Дженнер подружились с американским эмигрантом Джо Бойдом, промоутером клуба UFO и одним из влиятельнейших предпринимателей на британской музыкальной сцене. Брайан Моррисон (владелец агентства по продажам билетов) и Бойд предложили группе записать материал с лучшим качеством звука для демонстрации музыкальным лейблам. В ноябре, с подачи агентства Моррисона, группа впервые дала концерт за пределами Лондона. 18 ноября Pink Floyd выступили на первом (из многих) концерте со странным названием Philadelic Music for Simian Hominids (с англ. — «Психоделическая музыка для обезьяноподобных гуманоидов»), мультимедийном мероприятии, состоявшимся в Колледже искусств Хорнси. Следующей ночью они играли в Техническом колледже Кентербери перед 15-футовой фигурой Будды, сделанной из фольги. Это выступление привлекло большое внимание прессы. Группа продолжала выступать в лондонской школе в течение следующих двух недель, прежде чем они отыграли шоу «Психоделия против Яна Смита», состоявшееся в клубе Roundhouse 3 декабря. Затем Pink Floyd выступили на благотворительном вечере компании Оксфэм в Альберт-холле (на тот момент самая большая площадка для группы).

##### Tonite Lets All Make Love in London

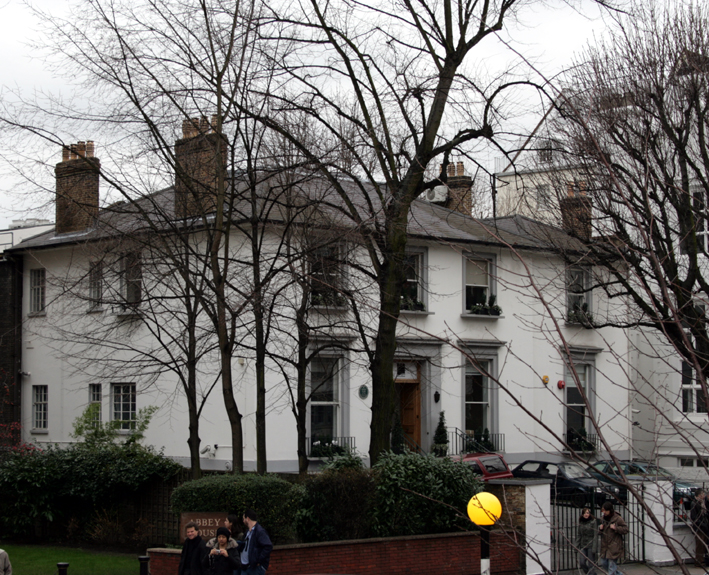
Здание Эбби-Роуд, студии где был записан первый диск группы Pink Floyd

В начале 1967 года у Барретта начался роман с Дженни Спайрс (позже она вышла замуж за Джека Монка из группы Stars). Спайрс убедила Питера Уайтхеда (он считал, что группа звучала как «фальшивый Шёнберг»), с которым она встречалась до Сида, увековечить Pink Floyd в его фильме о «Свингующем Лондоне» — модном культурном направление среди молодёжи. Таким образом, получив сумму в размере £ 80, Уайтхед сопроводил группу в студию Джона Вуда Sound Techniques, с Бойдом за компанию. Там группа записала 16-минутную версию «Interstellar Overdrive» и ещё одну композицию — «Nick's Boogie». Уайтхед снимал эту запись на плёнку, позже она была использована в фильме Tonite Let’s All Make Love in London, а затем выпущена на видео под названием London '66-'67. Уайтхед остался под впечатлением от группы: «У них потрясающая сыгранность, как у джазового бэнда».

##### Контракт
Бойд пытался заключить контракт на запись диска с лейблом Polydor. Однако Моррисон убедил Кинга и Дженнера, что более выгодно спровоцировать соперничество между Polydor и EMI, чтобы добиться лучших условий для группы. В конце января Бойд спродюсировал очередную рекорд-сессию коллектива, музыканты вновь отправились на Sound Techniques в Челси. Там была записана «Arnold Layne», а также другие песни: «Matilda Mother», «Chapter 24», «Interstellar Overdrive» и «Let’s Roll Another One» (которая по предложению Уотерса была переименована в «Candy and a Currant Bun»). По поводу выбора песни «Arnold Layne» Ник Мейсон говорил: «Мы понимали что хотим быть рок-звёздами, и мы хотели выпустить сингл, эта песня показалась нам наиболее подходящей для радио-формата в 3 минуты, она не теряла слишком многого». После того, как торги между лейблами были закончены, Pink Floyd подписали контракт с EMI, сделка (необычная по тем временам) включала запись альбома, что давало группе неограниченное по времени использование студии Эбби-Роуд в обмен на меньший процент роялти. Музыканты пытались перезаписать «Arnold Layne» на Эбби-Роуд, однако на сингл попала версия, записанная с Бойдом.

##### The Piper at the Gates of Dawn
Первый студийный альбом группы The Piper at the Gates of Dawn был записан в несколько подходов в период с февраля по июль 1967 года в Студии № 3 (Эбби-Роуд) и спродюсирован бывшим звукоинженером битлов Норманом Смитом. В то же самое время The Beatles записывали композицию «Lovely Rita» для своего альбома Sgt. Pepper's Lonely Hearts Club Band в Студии № 2.

В период записи альбома Барретт переехал в квартиру на Эрлс Корт, которую Найджел Гордон (товарищ Сида с кембриджских времён) описал как «самый чудовищный притон во всём Лондоне». «Скажем так, пить там было совершенно нечего, — впоследствии вспоминал Эндрю Кинг, — разве что вы сами добывали себе питьё». Сид отправлялся в «кислотные трипы» практически каждый день, после чего пил Mandrax, чтобы «успокоиться». Именно тогда он стал демонстрировать первые признаки душевного расстройства — пристальные взгляды и внезапные перемены настроения, от эйфории к депрессии и обратно. На фоне всего этого группа изо всех сил пыталась записать дебютный диск. Поначалу Барретт выглядел очень рассудительным и здравомыслящим, но к концу работы стал отстранённым, и с ним было уже непросто иметь дело. Продюсер альбома Норман Смит вспоминал: 
Оглядываясь назад, я даже удивляюсь: как нам всё же удалось закончить работу? Общаться с Сидом было всё равно что с кирпичной стеной, потому что лицо его ничего не выражало. Тексты у него были детские, да и сам он во многом остался ребёнком: только что был весёлым, а через минуту уже грустит.
Альбом был выпущен 4 августа 1967 года, на тот момент «Arnold Layne», выпущенный 11 марта, поднялся на 20 место в британском чарте (несмотря на бойкот от Radio London). Следующий сингл группы «See Emily Play» был ещё более успешен, став хитом на родине музыкантов. Он был хорошо принят критиками и достиг шестой строчки в британском чарте.
Первые три сингла группы (третьим был Apples and Oranges) были написаны Барреттом, который был главным идеологом дебютного альбома. Из одиннадцати песен на пластинке Сид написал восемь и был соавтором ещё двух.

### Барретт покидает группу
«На Рождество они просто спросили, хочу ли я к ним попасть? Я сказал: „Да“».
В конце 1967 — начале 1968 года поведение Барретта становилось все более нестабильным и непредсказуемым, отчасти из-за интенсивного применения психоделических наркотиков, прежде всего ЛСД. Многие очевидцы рассказывали, что во время некоторых выступлений группы он бренчал один аккорд в течение всего концерта или не играл вовсе. На шоу в зале Филмор в Сан-Франциско, во время исполнения «Interstellar Overdrive», Барретт медленно расстраивал свою гитару. Аудитория, казалось, наслаждалась такими выходками музыканта, не подозревая о действительности, которая приводила в ужас остальных участников группы. Интервью в Голливуде с Пэтом Буном (5 ноября) и Диком Кларком (7 ноября) должны были стать самым примечательным событием американского турне. Но они закончились полным провалом. В ответ на дурацкие вопросы Буна Сид хранил молчание, глядя в лицо ведущему пустым, немигающим взглядом, как зомби. По словам Ника Мейсона: «Сид не шевелил губами в тот день». Барретт демонстрировал похожее поведение во время выступления группы на шоу Дика Кларка American Bandstand. Когда пришло время пропеть (под фонограмму) «Apples and Oranges», он вообще не разжимал губ, хотя сымитировал свою часть песни со знанием дела; во время группового интервью, когда Кларк задал ему пару вопросов, ответы Сида были немногословны, почти на грани грубости (хотя, как признавал Кларк, возможно виной тому был безостановочный перелет из Лондона в Лос-Анджелес). Перед выступлением в конце 1967 года Барретт высыпал себе на волосы таблетки транквилизаторов и метаквалона (в ответ на то, что уставшие ждать коллеги вышли на сцену без него), обильно облив это тюбиком геля для укладки волос. Впоследствии всё это расплавилось ему на лицо под палящими огнями софитов, что сделало его похожим на «оплывшую свечу». Позже Ник Мейсон оспорил часть истории (в отношении метаквалона), заявив, что «Сид никогда бы не потратил хорошие препараты».

Рик Райт вспоминал об одном из первых инцидентов с Сидом:
Помню, мы приехали на запись на радио Би-би-си, а Сид не явился. По-моему, была пятница, никто не знал, где он, мы прождали битый час. И то ли отменили запись, то ли попытались записаться без него, не помню. Потом менеджеры пошли его искать, и когда они его нашли, был уже понедельник, они сказали нам: „С Сидом что-то не так“. И это действительно так... он стал другим. [..] Он попал в компанию людей, которые свято верили, что кислота может „освободить“ сознание, поможет добраться до истины... Он принимал её слишком много. Он нанёс себе непоправимый вред, потому что кислота в буквальном смысле разрушает мозг.
В ноябре 1967 года, во время британского турне с Джими Хендриксом (Pink Floyd были на разогреве), группа несколько раз приглашала Дэвида О’Листа, гитариста группы The Nice, чтобы подменить Барретта, когда он был неспособен выступить или не появлялся вовсе. Ближе к Рождеству  в Pink Floyd в качестве второго гитариста, для подстраховки Барретта, неустойчивое поведение которого мешало ему выступать, был приглашен Дэвид Гилмор. На нескольких шоу Гилмор играл и пел, в то время как Барретт блуждал по сцене, изредка присоединяясь к выступлению. Остальным участникам коллектива вскоре надоели выходки фронтмена, и 26 января 1968, когда музыканты ехали на шоу в Саутгемптонский университет, группа решила не заезжать за Барреттом: кто-то спросил: «Ну что, захватим Сида?», и другой ответил: «О нет, давайте не будем!». Поскольку на тот момент Барретт написал подавляющее большинство материала, первоначальным вариантом было оставить его в группе. Дженнер вспоминал: «Идея заключалась в следующем — Дэйв станет замещать Сида и сглаживать его чудачества. Когда это перестанет срабатывать, Барретт будет только писать. Мы просто попробуем оставить его при деле, но так, чтобы остальные тоже могли спокойно работать». Таким образом, по словам Гилмора, «Барретт должен был оставаться дома и писать замечательные песни, превратиться в загадочного Брайана Уилсона, скрывающегося за спинами коллектива». Но эта идея не увенчалась успехом.
«Помню, он стоял прямо передо мной, я посмотрел ему в глаза, а там... как-будто кто-то выключил свет, взгляд был абсолютно пустой».
Последний крупный концерт Барретта с группой состоялся 22 декабря 1967 года на шоу Christmas On Earth Continued в кенсингтонском зале Olympia. В программе были заявлены The Jimi Hendrix Experience, The Who, Эрик Бёрдон и The Animals, The Move, Кит Уэст и Tomorrow, Soft Machine, The Graham Bond Organisation и Sam Gopal’s Dream, однако впечатление оказалось смазанным из-за нехватки времени на то, чтобы коллективы могли развернуться в полную силу. Руки Сида безучастно висели по бокам, в то время как Pink Floyd с трудом исполняли свою часть без его активного участия. Кинг вспоминал: «На сцене творилось ужасное. Фактически никто ничего не играл за исключением Роджера Уотерса, повторявшего один и тот же ритмический рисунок на бас-гитаре раз за разом, пока остальные стояли в растерянности, просто не зная, что делать».
Сид пришёл на свою последнюю репетицию с группой с новой песней, которую он назвал «Have You Got It Yet?». Песня казалась достаточно простой в освоении, когда он продемонстрировал её своим коллегам, но вскоре музыканты поняли, что разучить её невозможно, так как Барретт постоянно менял аранжировки, пока они практиковались. Он играл песню снова и снова, с произвольными изменениями, и напевал: «Have You Got It Yet?». В конечном счете музыканты поняли, что ничего не выйдет. «В действительности, это было поведение сумасшедшего гения. Что интересно — я ни капли не врубался. Я находился там около часа, пока он пел одну и ту же фразу: „Ну что, уловил?“ (англ. Have You Got It Yet?), а я пел в ответ: „Нет, нет“. Ужасно!» — описал репетицию Уотерс.

Позже Мейсон вспоминал о сложившимся тогда творческом тупике:
Мы были не в состоянии помочь Сиду, и возможно, не говорю, что осознанно, в душе преследовали собственные интересы. И поэтому старались удержать его в группе гораздо дольше, чем следовало бы
Как квинтет, Pink Floyd отыграли ещё пять концертов, а потом пришли к выводу, что это было бессмысленно: появления Барретта разрушали ход шоу, его нестабильное поведение стало последней каплей. Уотерс вспоминал: «Мы дошли до того предела, когда необходимо было заявить Сиду, чтобы он ушёл; мы уважали его как автора песен, но на концертах он был бесполезен. Он разрабатывал столько идей, что многие вещи мы не понимали. Он расстраивал гитару и бренчал на ослабленных струнах. Уходя со сцены, мы с ног валились, потому что играли без души».
«Мы сомневались, а сможем ли мы без Сида. И мы примирились с тем, кого можно назвать чертовым маньяком. Мы не выбирали выражений, но, думаю, именно им он и был».
Барретт не принимал участие в создании материала для группы после издания A Saucerful of Secrets в 1968 году. Из песен, которые он написал для Pink Floyd после дебютной пластинки, только одна («Jugband Blues») появилась во втором альбоме ансамбля; ещё одна («Apples and Oranges») была выпущена как сингл, но не снискала большого успеха, две другие («Scream Thy Last Scream» и «Vegetable Man») были выпущены официально в бокс-сете The Early Years 1965–1972 лишь в ноябре 2016 года. Барретт проводил время за пределами студии, в приемной (пока группа записывала диск), ожидая предложения войти. Также он появился на нескольких концертах, где пристально смотрел на Гилмора. Как гитарист, он был отмечен на двух треках второго альбома: «Remember a Day» (изначально он должен был выйти ещё в первом), где он играл на слайд-гитаре, и «Set the Controls for the Heart of the Sun». 6 апреля 1968 года группа официально объявила, что Барретт больше не является участником Pink Floyd, в тот же день контракт группы с Blackhill Enterprises был окончен.

Дэвид Гилмор был официально принят в Pink Floyd на место Барретта. Позже он вспоминал:
Я начал с чистого листа. Мной двигало желание придать группе хоть какую-то форму. Сейчас это кажется смешным, но когда я пришёл в Pink Floyd, коллектив показался мне очень плохим. Барретт на концертах был крайне недисциплинирован. А если лидер группы — разгильдяй, что говорить о всех остальных участниках?
Однако, несмотря на разрыв контракта, сам Барретт и мысли не мог допустить, что Pink Floyd может быть не его группой. Он по-прежнему появлялся без предупреждения на выступлениях коллектива в клубе Middle Earth, вставал в первый ряд и не сводил взгляда с Гилмора на протяжении этих первых концертов в новом составе. Новоявленный гитарист вспоминал: «Это было чистой воды параноидальной затеей, прошло немало времени, прежде чем я действительно ощутил себя частью группы».

### Сольная карьера (1968—1972)
После ухода из Pink Floyd Барретт дистанцировался от общественности. По просьбе лейблов EMI и Harvest Records он начал сольную карьеру, однако продлилась она недолго. Из-под пера Барретта вышло два сольных альбома — The Madcap Laughs и Barrett (оба в 1970 году) — и сингл «Octopus». Некоторые песни, «Terrapin», «Maisie» и «Bob Dylan Blues», отражали интерес Барретта к блюзу в ранние годы.

#### The Madcap Laughs

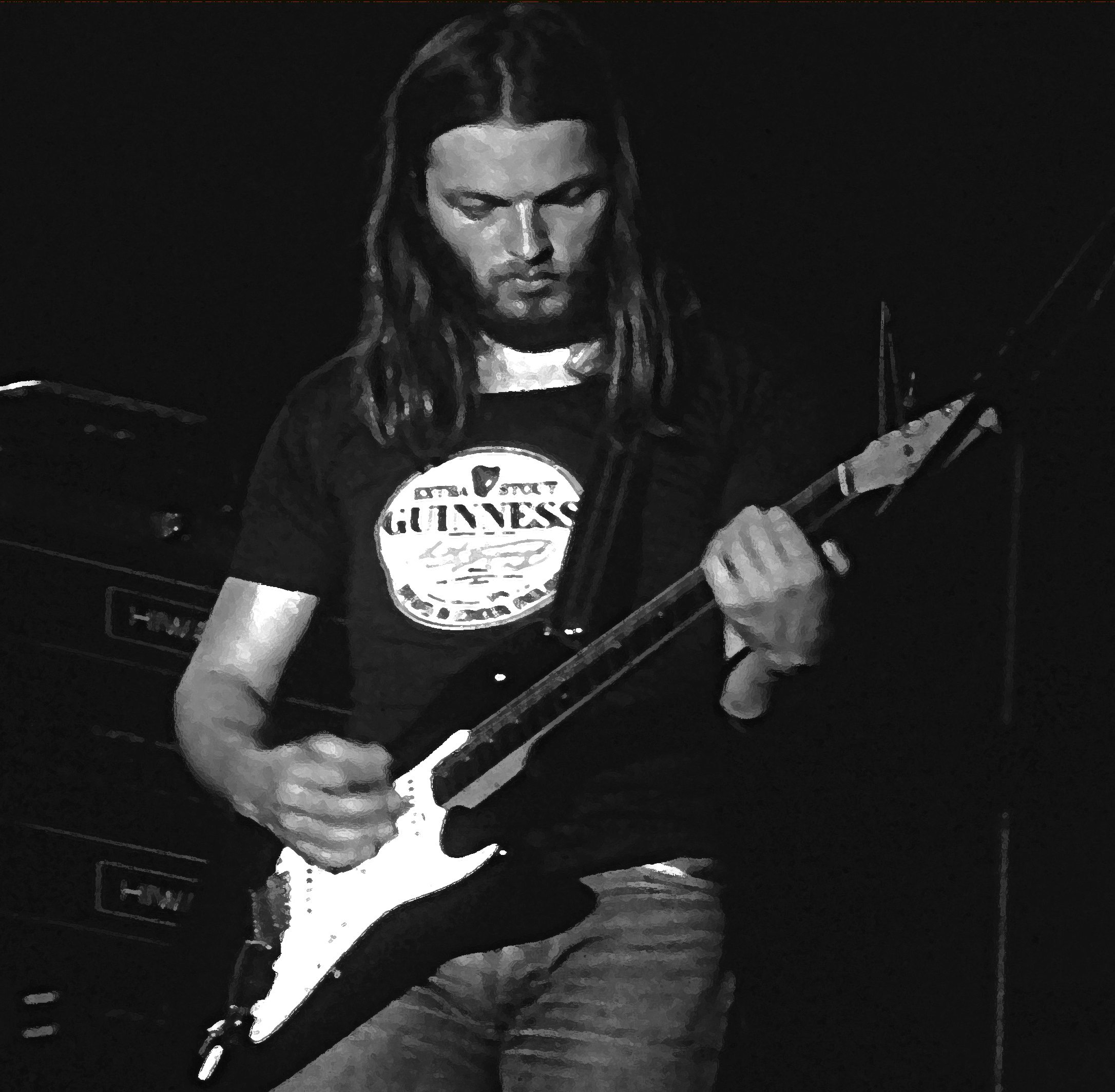
Дэвид Гилмор спродюсировал оба сольных альбома Барретта

После того, как Барретт покинул группу, менеджер Питер Дженнер последовал его примеру. Спустя месяц он привел Сида на Эбби-Роуд, чтобы записать несколько треков, которые позднее вошли в дебютный альбом музыканта. Тем не менее Дженнер отметил: «Я сильно недооценил сложность работы с Барреттом». Очередные студийные сессии прошли в июне и июле, большая часть материала была доработана и приобрела лучший вид. Однако вскоре после их окончания Сид расстался со своей девушкой — Линдси Корнер, он был очень подавлен. Вся эта обстановка (а также ситуация с группой) привела к нервному срыву музыканта, он отправился колесить на своём автомобиле по дорогам Британии, это путешествие закончилось в психиатрической лечебнице Кембриджа. В начале 1969 года немного реабилитированный Барретт снял квартиру на Эджертон Гарденс (район Эрлс Корт) с художником Дагги Филдсом. Квартира Барретта находилась вблизи апартаментов Гилмора, Дэйв даже мог видеть окна кухни своего друга. Барретт решил возобновить свою музыкальную карьеру и связался с EMI, они отправили его к Малкольму Джонсу — главе Harvest Records, дочерней фирмы EMI, которая специализировалась на прогрессив-роке. Джонс стал продюсером альбома Барретта, так как и Норман Смит, и Питер Дженнер отказались продюсировать его запись. Барретт пожелал вернуть материал, записанный с Дженнером, впоследствии качество некоторых треков было улучшено.
В апреле 1969 года начались сессии под руководством Джонса. По окончании их первой части Барретт пригласил своих друзей помочь со второй: ударника группы Humble Pie Джерри Ширли и барабанщика из The Jokers Wild (старого коллектива Гилмора) Вилли Уилсона. На бас-гитаре играл сам Гилмор. Общаться с Барреттом было непросто, Джонс вспоминал: «Музыканты играли вслед за ним, а не все вместе. Они наблюдали за Сидом и затем вступали, группа всегда была как будто в стороне, чуть позади». На нескольких треках отметились музыканты из Soft Machine, однако записывали свои части отдельно, позднее добавив с помощью овердаббинга. Это сотрудничество было не случайным, в тот же период Барретт принимал участие в записи Joy of a Toy — дебютной пластинки Кевина Эйерса (основателя Soft Machine). Сид сыграл на гитаре в песне «Religious Experience» (её переименовали в «Singing a Song in the Morning»), однако она так и не попала на оригинальную запись (но позже вышла на переиздании диска в 2003 году). В один прекрасный день Барретт сказал своему соседу по квартире, что он уходит «покататься до вечера». Вместо этого он последовал за Pink Floyd на Ибицу (согласно легенде, Сид пропустил регистрацию и таможенный контроль, выбежал на взлетно-посадочную полосу и попытался остановить самолёт, махая руками). Один из его друзей позже разыскал его на пляже, в испачканной одежде и с сумкой, полной денег. Во время этого путешествия Барретт попросил Гилмора помочь ему в студии.
Гилмор откликнулся на просьбу товарища и спродюсировал ещё две сессии (вместе с Уотерсом), они переделали один трек (в котором участвовали Soft Machine) и записали ещё три песни. В то же время Уотерс с Гилмором микшировали очередной альбом — Ummagumma, новости о новой пластинке Pink Floyd вызывали у Сида депрессию. Спешка на последнем сеансе записи привела к тому, что сложилось впечатление о двух разных Барреттах: один — начавший работу весной, а другой — теперь её закончивший. Один из писателей описал это как «картину упадка». Тем не менее до конца июля они успели записать ещё три трека. Однако из-за того, что Сид записывался в студии «вживую, как есть» (по причине нестабильного состояния), материал был далёк от идеала — «Feel» начинается без аккомпанемента на гитаре, во время коды в «If It’s In You» Барретт срывается, и ему приходится её повторить, во время пения «She Took A Long Cold Look» отчётливо слышно, как он переворачивает страницы с текстом. Несмотря на всё это, песни имели более законченный вид и были лучше спродюсированы. Гилмор и Уотерс покинули Джонса, который продолжил работу с Сидом, и спродюсировал трек «Opel» (однако он не попал в альбом).

Дэвид Гилмор о сессиях для The Madcap Laughs:
[Сессии] были довольно неровными и проходили в спешке [из-за параллельного микширования «Ummagumma»]. У нас было очень мало времени, особенно на «The Madcap Laughs». Сид был очень проблемным, мы испытывали очень печальные чувства: „Смотри, это твоя грёбаная карьера, приятель. Возьми себя в руки и попытайся что-нибудь сделать!“ Парень попал в беду, он был моим близким другом на протяжении многих лет, эта помощь была наименьшим, что я мог для него сделать».
Альбом был издан в январе 1970 года, Джонс был шокирован результатом: «Когда я первый раз прослушал законченный альбом, мне показалось, что меня удар хватит. Это был не тот Сид, с которым я встретился два или три месяца назад. Я рассердился. Было похоже на вываливание наружу всей грязи — очень несвоевременно и нечестно. Уметь поддерживать разговор — это неплохо, но я не понимаю, как звук переворачиваемых страниц может помочь делу, я отказываюсь это понимать». Гилмор тоже высказывал сожаление по поводу этой части альбома, которую, если бы была такая возможность, он сделал бы по-другому: «Трудно сказать, правильными являются чьи-то решения или нет, но это те решения, которые мы приняли. Мы хотели больше откровенности, считали, что нужно объяснить, что там происходило… мы пытались показать то, каким в действительности был Сид в то время. Мы не хотели показаться жестокими, там есть один фрагмент — сейчас я сожалею, что сделал его». Много лет спустя эти вещи вызовут массу споров, так ли было необходимо включать их в альбом. Уотерс был более оптимистичен: «Сид — гений».

Сам Барретт так отозвался о своём «первенце» в интервью Beat Instrumental: 
Он довольно неплох, но я бы очень удивился, если б он произвёл впечатление, умри я в ближайшем будущем. Не думаю, что этот альбом мог бы стать моим творческим завещанием. И поэтому я хочу записать ещё одну пластинку, прежде чем заняться чем-то ещё.

#### Barrett
Второй альбом, названный Barrett, записывался ещё менее регулярно, чем первый. Сессии проходили с февраля по июль с разной степенью интенсивности, Дэвид Гилмор вновь был бас-гитаристом и продюсером записи. К работе над пластинкой также присоединились Ричард Райт (клавишные) и Джерри Ширли (ударные). Песни для этого альбома записывались двумя основными методами. Первый заключался в том, что сначала аранжировщики записывали музыкальное сопровождение, на которое потом накладывался вокал Барретта и его партии на акустической гитаре. Эти песни отличались особой монотонностью ритма, некоторые критики ехидно сравнивали их с работой аэродинамической трубы. Второй метод повторял запись первого альбома — аранжировщики накладывали свои партии на уже записанные вокал и гитару Барретта (например, «Rats»). Соответственно, эти песни имели рваный ритм и темп. Наиболее ярким примером стала песня «Wolfpack», где аккорды сменяются в непредсказуемом хаотичном порядке. Ширли вспоминал о тех сессиях: «Сид никогда не играл одну и ту же мелодию дважды. Большая часть его мелодий были хаотичными и бессвязными; но остальное — было просто волшебно». Порой Барретт говорил: «Может быть, мы могли бы сделать середину [песни] темнее, а в конце — чуть светлее. В этом виде она слишком ветреная и ледяная».
Эти сессии совпали с началом работы Pink Floyd над альбомом Atom Heart Mother. Под различными предлогами Барретт отправлялся «шпионить» в студию, где группа записывала свой альбом.

Ричард Райт о сессиях для альбома Barrett:
Делать запись Сида было интересно, но крайне сложно. Дэйв [Гилмор] и Роджер сделали первый альбом, я и Дэйв — второй. Но к тому времени — это была просто попытка помочь Сиду, мы старались сделать [для него] всё, что было в наших силах, вместо того, чтобы беспокоиться о лучшем гитарном звуке. Забудьте об этом! Мы приходили в студию и просто пытались заставить его петь.

### Выступления
Несмотря на многочисленные дни, проведенные в студии, у Барретта было очень мало публичной музыкальной деятельности между 1968 и 1972 годами. 24 февраля 1970 года он появился на радиопередаче Джона Пила Top Gear, где исполнил пять песен вместе с Дэвидом Гилмором и Джерри Ширли на бас-гитаре и ударных соответственно. Четыре из этих песен до этого не издавались, три из них были позже перезаписаны для альбома Barrett, а композиция «Two of a Kind» больше не исполнялась вообще (предположительно, её автором был Ричард Райт).
Также Гилмор и Ширли выступили с Барреттом на его единственном концерте в этот период. Шоу состоялось 6 июня 1970 года в выставочном зале Olympia и было частью фестиваля «Музыки и моды». Трио исполнило четыре песни: «Terrapin», «Gigolo Aunt», «Effervescing Elephant» и «Octopus». Из-за плохого качества микширования вокал Сида был едва слышен практически до последнего номера. В конце четвёртой песни Барретт вежливо отложил гитару и ушёл со сцены, что стало полной неожиданностью для всех присутствующих. Выступление было записано и выпущено как аудио-бутлег. Свой последний публичный визит Барретт совершил на радио Би-би-си 16 февраля 1971 года, где в их студии он записал три песни — все были из альбома Barrett. После этой студийной сессии Сид взял паузу в своей музыкальной карьере, которая длилась более года, хотя в декабре он дал большое интервью Мику Року из Rolling Stone, в котором рассказал о себе подробно, хвастался своей новой 12-струнной гитарой, говорил о гастролях с Джими Хендриксом и заявил, что расстроен по поводу своей музыкальной карьеры из-за неспособности найти музыкантов, которые могли бы хорошо сыграться с ним.

### Последние годы (1972—2006)

#### Группа Stars и последние записи
В феврале 1972 года Сид отыграл несколько концертов в Кембридже с Твинком (экс-Pink Fairies) на ударных и Джеком Монком на басу — под вывеской The Last Minute Put Together Boogie Band (иногда им помогал блюзовый гитарист Эдди «Гитара» Бёрнс, а также участник ансамбля Henry Cow — Фред Фрит). После этого трио сформировало постоянную группу под названием Stars, однако она просуществовала недолго, хотя поначалу они были хорошо приняты публикой, выступая в различных залах родного Кембриджа. Концерт с MC5 в Cambridge Corn Exchange оказался для них провальным. Спустя несколько дней после этого финального (как оказалось) шоу Барретт остановил Твинка на улице, показал ему разгромную рецензию в прессе, отдал газету и ушёл прочь. Недавно были найдены записи концерта Эдди Бёрнса, хотя они ещё не были выпущены официально, короткие фрагменты уже появились в интернете. Аналогичным образом все шоу группы Stars были записаны, но материал считается утерянным.
9 мая 1972 года у Сида истёк контракт с EMI, в связи с этим он подписал документ, который прекращал его ассоциации с Pink Floyd и любую финансовую заинтересованность в будущих записях группы. В октябре 1973 года Барретт посетил неофициальное джазово-поэтическое мероприятие Пита Брауна и Джека Брюса (бывший басист Cream). Браун задержался к началу выступления, войдя в зал, он увидел, что Брюс был уже на сцене вместе с «гитаристом, которого я не сразу узнал», они играли композицию «Doodlin» Хораса Сильвера. Позднее Браун зачитал стихотворение, которое он посвятил Барретту, потому что: «Сид сейчас здесь, в Кембридже, и он один из лучших композиторов в стране», когда, к его удивлению, гитарист поднялся и сказал: «Нет, это не я». В конце 1973 года Барретт вернулся в Лондон, где проживал в различных отелях, а в декабре того же года получил жилье в монастыре Челси. У него было мало контактов с другими людьми, несмотря на его регулярные визиты в офис к своему менеджменту, чтобы забрать гонорар, и случайные визиты его сестры Розмари.

5 июня 1975 года. Сид Барретт во время визита в студию Эбби-Роуд

В августе 1974 года Питер Дженнер убедил Барретта вернуться в студию Эбби-Роуд, чтобы попытаться записать новую пластинку. По словам Джона Леки, который был звукорежиссёром этих сессий, даже в это время творчество Сида все ещё «было похоже на то, что он делал, когда был моложе... длинноволосый». Сессии продлились три дня, материал состоял из блюзовых ритмических рисунков с предварительно записанной бессвязно звучащей гитарой, которая была наложена поверх них. Всего Барретт записал 11 композиций, после этого Сид в очередной раз ушёл из музыкальной индустрии. Он продал права на свои сольные альбомы бывшему лейблу и отправился жить в лондонский отель. В этот период было предпринято несколько попыток пригласить Сида продюсировать сторонние записи (одна — от Джейми Рида по инициативе Sex Pistols, другая — от группы The Damned, которые хотели, чтобы он продюсировал их второй альбом), но все они потерпели фиаско.
5 июня 1975 года стало знаковой датой для Pink Floyd: неожиданно студию, где они записывали альбом Wish You Were Here, посетил Барретт (как раз на этот день было запланировано празднование свадьбы Гилмора). К тому времени музыканты уже заканчивали альбом и готовились отправиться во второй в этом году тур по США. Группа работала над заключительным вариантом песни «Shine On», когда на пороге студии внезапно появился полный человек с выбритой наголо головой (включая брови), держащий в руке полиэтиленовый пакет. Участники Pink Floyd не видели Барретта более пяти лет, и его внешность так сильно изменилась, что никто из присутствующих его не узнал. Уотерс не обратил на посетителя никакого внимания, Райт подумал, что этот человек — друг Уотерса, но спустя некоторое время всё же понял, что это Барретт. Гилмор при встрече предположил, что это один из технических работников компании EMI, Мейсон также не признал старого друга и был шокирован, когда Гилмор сказал ему. В своей книге «Вдоль и поперек: Личная история Pink Floyd» 2005 года Мейсон характеризует речь Барретта как «несвязную и не вполне осмысленную», барабанщик добавлял: «если сравнить Сида образца 67-го года и Сида тогда — это два разных человека». Уотерс был крайне огорчён внешним видом своего бывшего товарища по группе, и находившийся в студии менеджер Эндрю Кинг задал вопрос о лишнем весе. Барретт ответил, что у него на кухне стоит большой холодильник, и он ест очень много свиных отбивных. Сторм Торгерсон позже описал встречу Барретта так: «Это был очень грустный момент, Роджер и Дэйв плакали. Он присел и некоторое время поговорил с остальными, но было понятно, что мысли его на самом деле не здесь».

Сам Гилмор так описывает эту встречу: 
Худой, изящный, пусть не всегда опрятный и трезвый человек, которого я видел в последний раз... превратился в нечто шарообразное, без бровей и волос [..] Это была большая потеря. Он бы мог достичь очень многого, рискну предположить, что он бы стал великим человеком.

#### Возвращение в Кембридж
«Всё, о чём я мечтал в детстве — это прыгать, скакать и хорошо играть на гитаре. Но на моём пути встало слишком много народу...».
После этого Сида время от времени видели то там, то здесь — так, бывший фронтмен PF разгуливал по Кембриджу в пиджаке от Crombie, длинном балахоне и грязно-белых парусиновых туфлях или брёл по улице в пижаме. Одна из самых волнующих встреч его пост-музыкального периода произошла в 1977 году. Барретт встретил свою бывшую подружку — Галу Пиньон — в одном из лондонских супермаркетов на Фулхэм-роуд. Они отправились в бар выпить, а потом пошли на квартиру к Сиду. По словам Пиньон, когда они пришли в пункт назначения, Сид приспустил штаны и вынул чековую книжку. «Сколько ты хочешь? — спросил он. — Давай, снимай трусы». Девушка убежала и больше никогда его не видела.
В 1978 году, когда деньги закончились, Сид вернулся в Кембридж, чтобы жить со своей матерью. В 1982 году Барретт вновь переехал в Лондон, он снял апартаменты в многоквартирном доме Chelsea Choisters Apartament, но пробыл там всего несколько недель, и вскоре вернулся в Кембридж навсегда, пройдя пешком 50 миль из Лондона. До самой смерти Барретт получал гонорары от Pink Floyd за компиляции, синглы и некоторые концертные альбомы, в которых выходили его песни. Гилмор отметил, что он «спокоен, деньги исправно доходят до Сида». Однажды он недолго проработал садовником по настоянию матери, которая считала, что его следует постоянно занимать каким-нибудь делом.
В 1996 году Барретт был введен в Зал славы рок-н-ролла как участник группы Pink Floyd, но он не присутствовал на церемонии.
Согласно информации биографа Тима Уиллиса (опубликованной в 2005 году), Барретт вернулся к своему настоящему имени — Роджер, продолжал жить в двухквартирном доме своей покойной матери в Кембридже и вернулся к своим творческим истокам — живописи, создавая большие абстрактные холсты (хотя и не желал участвовать в выставках). Также он часто проводил время в саду, собирал монеты и очень любил готовить. Его связующим звеном с внешним миром оставалась сестра Розмари, которая жила поблизости. Вплоть до самого конца Барретт активно интересовался музыкой, и на 56-летие она подарила ему стереосистему, на которой Сид часто слушал записи The Rolling Stones, Booker T & the MG's и разных классических композиторов. Одной из групп, которые он слушать не любил, были Pink Floyd. Расспросы о его пребывании в Pink Floyd также могли вызвать у него серьёзную депрессию. Говорят, это была основная причина, по которой никто из бывших коллег не имел с ним прямых контактов.
Сид вёл затворнический образ жизни, и его физическое здоровье ухудшалось, он страдал от язвы желудка и диабета 2-го типа. Из-за этой болезни в 1990-х некоторые британские СМИ писали, что Барретт потерял зрение. Но эти заявления являлись «уткой», хотя у него значительно ухудшилось боковое зрение из-за нерегулярного приёма препаратов от диабета.
Хотя Барретт не появлялся и не выступал на публике с середины 1970-х, с течением времени интерес к нему не пропадал. Журналисты и поклонники продолжали ездить в Кембридж, чтобы встретиться с музыкантом, несмотря на его попытки жить непубличной жизнью и призывы его семьи оставить Сида в покое. Было опубликовано множество фотографий, на которых Барретт (во время прогулок или езды на велосипеде) негодует против назойливого внимания папарацци. Начиная с 1980-х годов и до самой его смерти они публиковались в различных СМИ.
В ноябре 2001 года Сид пришёл в дом своей сестры, чтобы посмотреть документальный фильм о себе — Omnibus. По рассказам очевидцев, он счёл фильм «немного шумным», ему было приятно вновь увидеть Майка Леонарда, которого он назвал своим учителем, и он наслаждался, слушая «See Emily Play» снова. В 60-е годы Майк Леонард преподавал на полставки в Колледже искусств Хорнси и Политехническом училище, Мейсон и Уотерс проживали в его квартире какое-то время в период становления группы (потом вместо Мейсона туда въехал Боб Клоуз), которая тогда называлась «Leonard’s Lodgers». Леонард даже иногда играл на клавишных, подменяя Ричарда Райта. Леонард всячески помогал группе на первых порах, Барретт познакомился с ним, когда переехал в Лондон в семнадцатилетнем возрасте.
По прошествии времени появлялись комментарии по поводу роли наркотиков в разрушении психического здоровья Барретта. Так, Найджел Гордон, который в середине 60-х также экспериментировал с ЛСД, вспоминал: «Все мы искали способы воспарить сознанием ещё выше и стремились всех приобщить к этому невероятному наркотику. Теперь, с высоты прожитых лет, я думаю, что Сид был не готов к подобному опыту в силу своей психической неуравновешенности». В свою очередь, Сторм Торгерсон говорил: «Сид постоянно экспериментировал, он обладал очень „открытым“ сознанием, настолько подверженным воздействию, что это становилось опасным для его психики». Отмечалось, что хотя большую часть жизни Сида нельзя было назвать здоровым, ему никогда не прописывали психиатрических препаратов. Единственное исключение — приступ неконтролируемого гнева в начале 80-х, когда его увезли в психиатрическую больницу Фулбурн и для успокоения прописали ларгактил. В семье Барретта душевнобольным его не считали. Хотя ходили разговоры, что он мог страдать синдромом Аспергера, симптомы этого заболевания выражаются в социальном отчуждении и неверной интерпретации социальных подтекстов. Человек, страдающий этим синдромом, зачастую высоко развит в интеллектуальном плане, но остаётся равнодушным ко всему тому, что не касается его напрямую.

#### Смерть и последующие события

Специальный выпуск журнала NME, посвящённый смерти Сида Барретта

Страдая от сахарного диабета в течение нескольких лет, Барретт умер в своём доме в Кембридже 7 июля 2006 года в возрасте 60 лет. Причиной смерти стал рак поджелудочной железы. В параграфе «род деятельности» было указано — «музыкант на пенсии».
Сид был кремирован, его прах отдали членам семьи.
Узнав о смерти Барретта, Дэйв Гилмор обратился к поклонникам от лица его бывших коллег по группе:
Испытывая огромную грусть, мы вынуждены объявить, что Роджер Кит Барретт – Сид – скончался. Найдите время, чтобы сыграть несколько его песен и запомните Сида как сумасбродного гения, который дарил нам всем улыбки со своими замечательными произведениями о велосипедах, гномах и чучелах. Его карьера была ужасно коротка, но он достучался до сердец огромного количества людей, большего, чем он мог себе представить.
В свою очередь, Роджер Уотерс добавил:
Это очень печальная новость. Сид был замечательным парнем и уникальным талантом. Он оставил после себя собрание прекрасных работ — очень трогательных и глубоких, которые будут сиять вечно.
Журнал New Musical Express посвятил номер памяти Сида Барретта, поместив его фотографию на обложку, он был издан спустя неделю после смерти музыканта. В интервью The Sunday Times сестра Барретта рассказала, что он написал книгу: «Сид был очень поглощён историей искусства и много читал об этом, он написал неопубликованную книгу на эту тему, которую мне слишком грустно читать в данный момент. Сид считал, что его разум очень увлекает эта тема, он не хотел отвлекаться от этого».
В том же году его дом на площади Сент-Маргарет в Кембридже был выставлен на продажу; как сообщается, он вызвал значительный интерес среди покупателей — поступило более 100 заявок, в основном от фанатов музыканта, в итоге дом был продан французской паре, которая купила его просто потому, что он им понравился; по их словам, они ничего не знали о Барретте.
28 ноября 2006 года через аукционный дом Cheffins с молотка ушло другое имущество Барретта, заработанные 120 000 фунтов были переданы на благотворительность. Лоты аукциона включали картины, альбомы с вырезками из газет и предметы повседневного обихода, собственноручно украшенные Барреттом.
По данным местной газеты, Барретт оставил около 1,7 млн фунтов наследства своим двум братьям и двум сёстрам. Вероятно, в значительной степени эта сумма была накоплена за счёт роялти от издания сборников и концертных записей Pink Floyd с песнями, которые Барретт написал в период пребывания в группе.
Концерт памяти Сида, названный The Madcap’s Last Laugh, состоялся в лондонском Barbican Centre 10 мая 2007 года. В мероприятии приняли участие Робин Хичкок, Кэптен Сенсибл, Дэймон Албарн, Крисси Хайнд, Кевин Эйерс и его коллеги по группе Pink Floyd — Мейсон, Райт и Гилмор, исполнившие его песню «Arnold Layne», Уотерс выступил отдельно — спев свою композицию «Flickering Flame».
В октябре 2008 года состоялась серия мероприятий под названием The City Wakes, посвящённые жизни Барретта, его искусству и музыке. Сестра Барретта Розмари Брин поддержала эту идею — первую в мире серию официальных мероприятий в память о брате. После успеха фестиваля The City Wakes благотворительная организация Escape Artists объявила о планах создания культурного центра в Кембридже, целью которого будет помощь людям, страдающим от психических расстройств. Организация создала фонд, чтобы собрать деньги для создания центра; так, с аукциона была продана мозаика, созданная Сидом, когда он был подростком в Кембридже. Стеклянная мозаика, изображающая двух воинов, была подарена Розмари Брин, которая стремится помочь другим пострадавшим от тех проблем, с которыми столкнулся и боролся её брат вплоть до своей смерти в 2006 году.

## Наследие

### Сессии Wish You Were Here
«Хотя „Shine On You Crazy Diamond“ — это песня конкретно о Сиде, а „Wish You Were Here“ — более абстрактная... я не могу петь её, не вспоминая о нём».
Был один известный случай воссоединения Барретта с коллегами по Pink Floyd — это произошло в 1975 году, во время записи альбома Wish You Were Here. Он пришёл в студию Эбби-Роуд без предупреждения и наблюдал, как группа записывает «Shine On You Crazy Diamond» — песню, которая была посвящена Барретту. К тому времени 29-летний Барретт страдал от ожирения, сбрил все волосы на голове (в том числе брови), и его бывшие товарищи по группе поначалу не узнали давнего друга. Поведение Барретта в студии было нестабильным; часть времени он чистил зубы. Наконец, Роджеру Уотерсу удалось спросить Сида, что он думает о песне — он ответил: «звучит чуточку старомодно». Также Барретт поприсутствовал на фуршете в честь свадьбы Гилмора и его супруги — Джинджер, который был организован сразу после окончания сессий; однако он пробыл там недолго — вскоре Барретт ушёл, даже не попрощавшись.
Пару лет спустя Уотерс столкнулся с Барреттом в универмаге Harrods (увидев своего бывшего коллегу, Сид выбежал на улицу, по пути роняя сумки, набитые конфетами), это был последний раз, когда кто-то из участников Pink Floyd видел Барретта. Позднее Ник Мейсон написал о встрече с Сидом в студии Эбби-Роуд в своей книге «Вдоль и поперёк: Личная история Pink Floyd». Также отсылка к этой встрече фигурирует в фильме «Стена», когда персонаж по имени Пинк, сыгранный Бобом Гелдофом, сбривает все волосы на своём теле, получив психическое расстройство, схожее с заболеванием Барретта.

### Сборники
«Он действительно был «Безумным Алмазом», и все что говорится о нём в этих гениальных строчках, весьма точно. „Шёл наобум туда, где не ждали“ — это точно про него».
В 1988 году лейбл EMI Records (после постоянного давления со стороны Малкольма Джонса) выпустил альбом со студийными демозаписями и прежде не издававшимся материалом Барретта. Компиляция была названа Opel и содержала материал, записанный в период с 1968 по 1970 годы. Первоначально предполагалось, что диск будет включать песни «Scream Thy Last Scream» и «Vegetable Man», написанные Сидом ещё для Pink Floyd. Джонс заново смикшировал их специально для этой пластинки, но группа наложила вето на эту идею. В 1993 году EMI выпустили ещё один релиз — Crazy Diamond, бокс-сет, включающий три альбома Барретта. Помимо оригинального материала, на дисках присутствовали демо-версии песен, которые иллюстрируют неспособность или отказ Барретта играть одну и ту же песню одинаково два раза подряд. В 2001 году EMI выпустили сборник The Best of Syd Barrett: Wouldn't You Miss Me?, это был первый официальный релиз, который содержал песню «Bob Dylan Blues». Исходником послужила демо-лента, записанная в начале 70-х, всё это время она хранилась у Гилмора. В октябре 2010 года фирмы Harvest/EMI и Capitol Records выпустили An Introduction to Syd Barrett — коллекцию песен, включающую как его сольный материал, так и композиции периода Pink Floyd. Этот сборник содержал бонус-трек «Rhamadan», который можно было загрузить из iTunes, эта 20-минутная песня была записана во время первых сессий Сида в мае 1968 года. В 2011 году было объявлено, что специальное виниловое издание этого сборника будет выпущено ко Дню музыкального магазина.
Фигурировало множество пиратских бутлегов с концертным и сольным материалом Барретта. В течение многих лет «по рукам» ходили «эфирные» записи Барретта (в составе Pink Floyd) для радио Би-би-си. До тех пор, пока звукоинженер, который взял запись «ранних Pink Floyd» себе, не вернул её на радио — она была воспроизведена на сайте Би-би-си, во время цикла передач, посвящённых памяти Джона Пила. Так, во время этих передач, транслировалась все выпуски первой программы Пила — «Top Gear». В этом шоу фигурировали «живые» версии «Flaming», «Set the Controls for the Heart of the Sun», а также 90-секундный фрагмент инструментального трека «Reaction in G» — все записанные в 1967 году. В 2012 году звукоинженер Энди Джексон сказал, что нашёл «огромную коробку различных записей», которые хранились у Мейсона, среди них фигурируют песни (в ритм-н-блюзовых версиях), которые Pink Floyd исполняли в первые годы своей карьеры (в эру Барретта).

### Творческое влияние и технические инновации

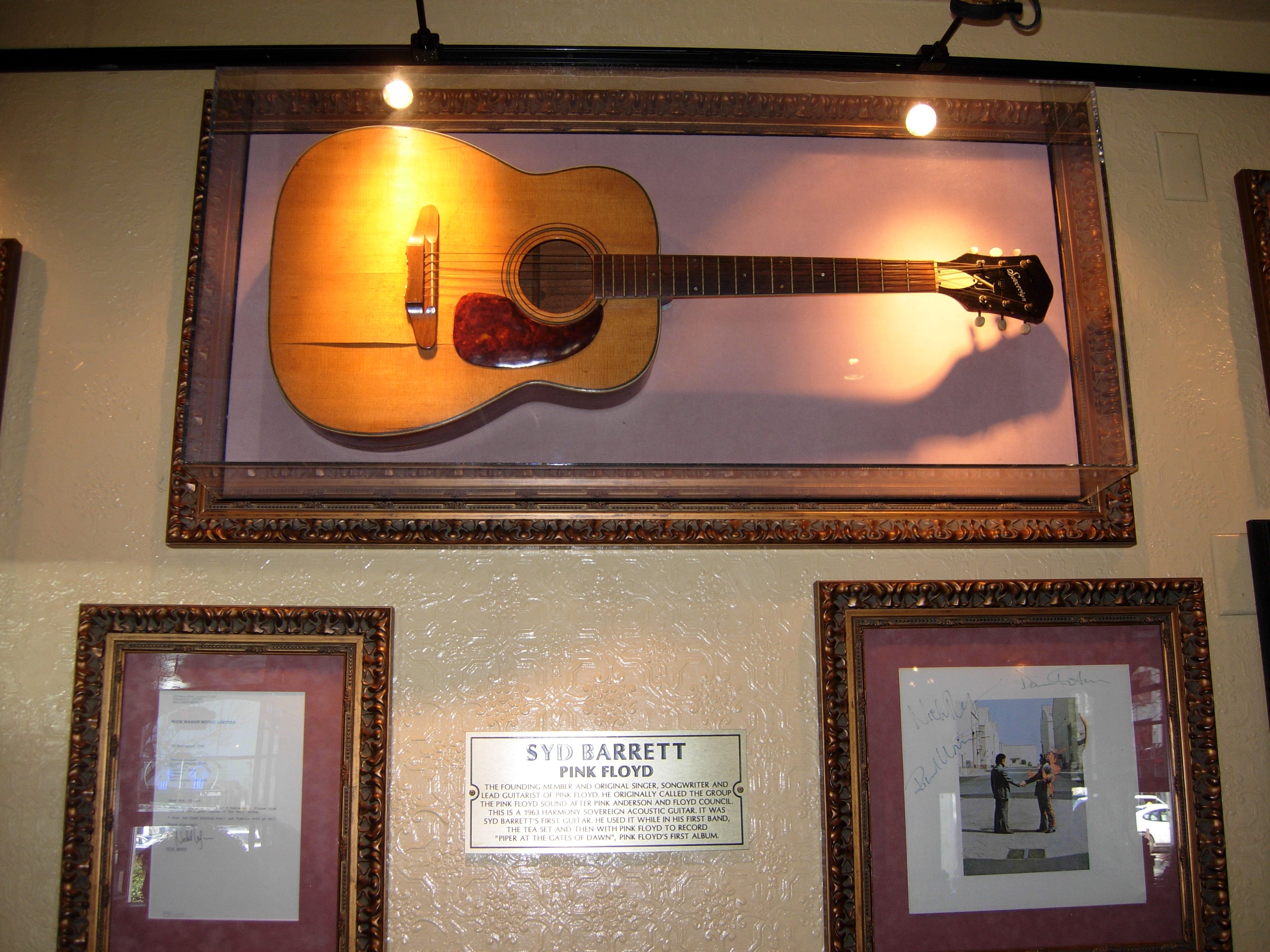
Harmony Sovereign — первая акустическая гитара Барретта

Барретт написал большую часть раннего материала Pink Floyd. Также он был инновационным гитаристом своего времени, используя нестандартные методы и исследуя музыкальные и звуковые возможности диссонанса, дисторшна, фидбэка, эхо-машины, аудио-лент и других музыкальных эффектов; его эксперименты были частично вдохновлены импровизациями гитариста Кита Роу из группы AMM, активно выступавшей в то время на лондонской сцене. Одним из фирменных приёмов Барретта было пропускание гитарного звука через эхо-эффект, попутно используя зажигалку Zippo в качестве слайд-бруска, в результате получались «потусторонние звуки», которые стали прочно ассоциироваться с группой. Широко известно, что Барретт использовал дилэй-модуляторы фирмы Binson для достижения своего фирменного спэйс-звука. Дэвид Аллен, участник прогрессив-групп Soft Machine и Gong, отзывался о технике Барретта — использования эхо-эффекта и слайд-гитары — в качестве ключевого источника вдохновения для создания своего собственного стиля «глиссандо» (англ. glissando guitar).
Вокал Барретта в альбоме Pink Floyd и на его сольных работах звучит с сильным британским акцентом, который характерен для жителей Южной Англии. Журналист газеты The Guardian Ник Кент описал его «квинтэссенцией английского стиля вокальной проекции». По словам Дэвида Боуи, Барретт, наряду с Энтони Ньюли, были первыми исполнителями (услышанные им), которые пели поп/рок-материал с британским акцентом.
Свободная последовательность секвенций Барретта, т. н. sonic carpets — стала новым стилем игры на гитаре в рок-музыке. В течение своей музыкальной карьеры Сид играл на нескольких типах гитар, в том числе на старой, пустотелой электрогитаре фирмы Harmony, акустической Harmony, акустической Fender, «однокатушечной» Danelectro 59 DC, также он владел несколькими Fender Telecaster и белым Fender Stratocaster. Fender Esquire с зеркальными дисками, приклеенными к корпусу, стала гитарой, которая чаще всего ассоциируется с Барреттом.

### Музыкальное и культурное влияние

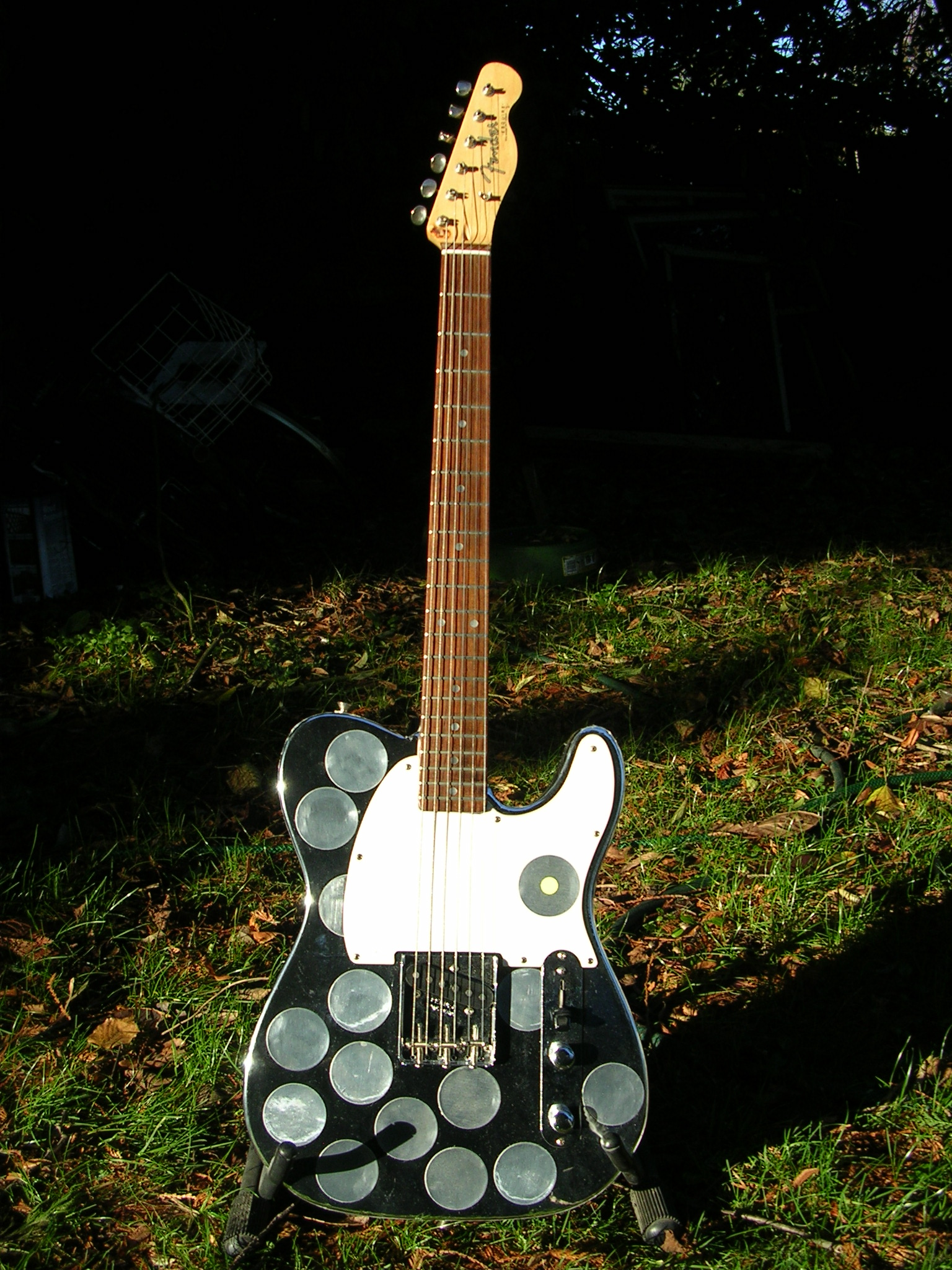
«Зеркальная гитара» — Fender Esquire. Инструмент, который ассоциируется с Сидом Барреттом

Многие музыканты отмечали влияние Барретта на их работу, среди них — Пол Маккартни, Пит Таунсенд, Кевин Эйерс, Марк Болан, Джулиан Коуп и Дэвид Боуи, а также группы Blur, Gong и Tangerine Dream. Джимми Пейдж, Брайан Ино и The Damned проявляли интерес к совместному творчеству с Сидом в течение 70-х. Боуи записал кавер-версию «See Emily Play» для своего альбома Pin Ups (1973). Трек «Grass» из альбома Skylarking группы XTC сочинён под влиянием музыки Барретта после того, как Энди Патридж занял у Колина Малдинга записи культового музыканта. В своём раннем творчестве Робин Хичкок сочинял музыку в стиле Сида Барретта и вообще старался походить на знаменитого коллегу; он даже исполнил песню «Domino» в документальном фильме Би-би-си The Pink Floyd and Syd Barrett Story.
Уход Барретта оказал глубокое влияние на тематику песен Роджера Уотерса и на его творческий путь как автора текстов. «После ухода Сида в 68-м мы все бросились на поиски того, чем мы можем заняться. Потому что он занимался продюсированием всех песен, он составлял костяк группы», — вспоминал он позже. Темой психического расстройства пронизаны последующие альбомы группы Pink Floyd, в частности The Dark Side of the Moon (1973) и Wish You Were Here (1975), а также The Wall (1979). Песня «Shine On You Crazy Diamond» была трепетной данью уважения Барретту от бывших коллег. «Wish You Were Here» также была частично о Сиде, в ней фигурирует образ «стальной ограды» (англ. steel rail) из песни Барретта «If It’s in You» из альбома The Madcap Laughs. «Brain Damage» была написана Уотерсом под впечатлением от психической нестабильности Барретта; «думаю, это песня о том, каково это быть другим», — сказал он в одном из интервью. Строчки «Увидимся на обратной стороне луны» и «Если твоя группа заиграет чёрт-те что» — напрямую отсылают к Сиду.

Позднее Уотерс отмечал весомый вклад Барретта в творческий путь коллектива:
Сид покинул группу в 68-м, он участвовал в записи только одного альбома. Это маленькая часть, но очень важная, начальная часть истории Pink Floyd. И кто знает, было бы у этой истории начало и продолжение, если бы не он.
Дэвид Гилмор так отозвался о значении Барретта для музыки Pink Floyd: «После известных событий он стал помехой для группы во многих смыслах. Но без него мы бы не зашли так далеко». «Не было бы альбома The Dark Side of the Moon, если бы Сид тогда не помог нам сделать первый и самый важный шаг», — вторит своему коллеге Мейсон.
В 1987 году увидел свет трибьют-альбом Beyond the Wildwood, в который вошли кавер-версии песен Барретта. В проекте приняли участие инди-группы из Великобритании и США, среди них — The Shamen, Opal, The Soup Dragonsen и Plasticland.
Среди других музыкантов, написавших песни в честь Сида Барретта, был Кевин Эйерс, который посвятил ему песню «O Wot a Dream». Робин Хичкок перепел многие композиции Сида как на концертах, так и на своих пластинках. Он посвятил Барретту песни «The Man Who Invented Himself» и «(Feels Like) 1974». Группа Phish записала кавер-версии песен «Bike», «No Good Trying», «Love You», «Baby Lemonade» и «Terrapin». Ещё одним музыкальным трибьютом Барретту стал сингл группы Television Personalities «I Know Where Syd Barrett Lives» из их альбома And Don’t the Kids Love It (1981). В 2008 году группа Trash Can Sinatras выпустила сингл в честь жизни и творчества Сида Барретта под названием «Oranges and Apples», который был издан на их диске In The Music (2009); все заработанные средства пошли в фонд Syd Barrett Trust, созданным для исследования и борьбы с психическими расстройствами.
Среди российских исполнителей, отметивших Барретта в своём творчестве, была группа «Умка и Броневик» с их песней «Я знаю, где живёт Сид Барретт». Группа «Оберманекен» посвятила песню «Подземка» из альбома «Прикосновение нервного меха» психоделическим опытам Сида Барретта. Сид Барретт упоминается[значимость факта?] в песне Сергея Чигракова «Ты был в этом городе первым» (выпущена с группами «Разные Люди» и «Чиж & Co»). В 2007 году Егор Летов посвятил последний альбом «Гражданской Обороны» — «Зачем снятся сны?» — «светлой памяти» музыкантов Сида Барретта и Артура Ли.
Джонни Депп проявлял интерес к биографическому фильму, основанному на жизни Барретта. Сид является одним из героев спектакля «Рок-н-ролл» Тома Стоппарда, он появляется в начальной сцене и исполняет песню «Golden Hair». Жизнь и музыка Барретта, в том числе неудачный концерт в Cambridge Corn Exchange и его более поздняя затворническая жизнь, являются одним из лейтмотивов этой постановки. Сам Барретт умер в то время, когда пьеса шла на театральной сцене Лондона (2006).

Журнал NME поставил Барретта на первое место своего списка «75 самых культовых музыкальных героев», написав: «Ни один музыкант не выявлял различие между статусом „рок-н-рольной звезды“ и „культового героя“ более ясно, чем это сделал Сид Барретт [...] Мрачный, спорадически красивый, он и по сей день остаётся чертовски интересной личностью... и „спорадический“ — это слово, наиболее точно характеризующее его».

В 2005 году, во время грандиозной серии концерта Live 8, Pink Floyd выступили в классическом составе впервые за 24 года; среди прочего, в тот вечер они исполнили и «Wish You Were Here». Под первые аккорды песни Роджер Уотерс обратился к зрителям: 
Очень волнующе стоять на сцене с этими людьми, после стольких лет разлуки… и играть для вас. Мы посвящаем наше выступление всем… кого здесь нет, и в первую очередь тебе, Сид.

## Дискография

### Pink Floyd
Синглы
- 1967: «Arnold Layne» / «Candy and a Currant Bun»
- 1967: «Flaming» / «The Gnome»
- 1967: «See Emily Play» / «The Scarecrow»
- 1967: «Apples and Oranges» / «Paint Box»
- 1968: «Let There Be More Light» / «Remember a Day»

Альбомы
- The Piper at the Gates of Dawn (1967)
- A Saucerful of Secrets (1968)
- London 1966/1967 (2005)

### Сольная дискография
Синглы
- «Octopus»/«Golden Hair» (1969)

Альбомы
- The Madcap Laughs (1970)
- Barrett (1970)
- The Peel Session (1987)
- Radio One Sessions (2004)

Сборники
- Syd Barrett (1974)
- Opel (1988)
- Octopus: The Best of Syd Barrett (1992)
- Crazy Diamond (1993)
- The Best of Syd Barrett: Wouldn't You Miss Me? (2001)[210]
- An Introduction to Syd Barrett (2010)